# Nicolas Fritsch
Nicolas Fritsch (Parigi, 19 dicembre 1978) è un ex ciclista su strada francese, professionista dal 1999 al 2006.
Non ha ottenuto grandissimi risultati in carriera se si eccettua un terzo posto nella classifica generale del Tour de Suisse 2002 e un terzo nella Parigi-Bourges 2003.

## Palmarès
- 1999 (VC Saint Quentin-Oktos, una vittoria)

1ª tappa Ronde de l'Isard d'Ariège
- 2003 (fdjeux.com, 2 vittorie)

Tour du Finistère
3ª tappa Parigi-Corrèze
- 2007 (Saunier Duval-Prodir, una vittoria)

1ª tappa Tour de l'Oise

## Piazzamenti

### Grandi Giri
- Giro d'Italia

2003: ritirato
2004: 51º
- Tour de France

2003: 78º
2005: ritirato (12ª tappa)